# Carmen Valero
Carmen Valero Omedes (Castelserás, 4 ottobre 1955 – Sabadell, 2 gennaio 2024) è stata una mezzofondista spagnola, due volte campionessa del mondo nella corsa campestre.

## Biografia
Nata a Castelserás, in Spagna, si trasferì a Cerdanyola del Vallès con la sua famiglia da bambina, dopo che alla sorella maggiore venne diagnosticata l'asma. Iniziò a praticare atletica leggera a 8 anni nella Joventut Atlètica Sabadell.
Nel 1975 vinse la medaglia di bronzo ai campionati del mondo di corsa campestre, mentre nel 1976 e nel 1977 vinse la medaglia d'oro.
Carmen Valero fu la prima atleta donna a partecipare ai Giochi Olimpici a Montrèal nel 1976, venendo eliminata nelle batterie sia negli 800 metri piani che nei 1500 metri piani.
A seguito di diversi infortuni, nel 1980 annunciò il ritiro dalle competizioni. Nel 1982, dopo la nascita della figlia, riprese ad allenarsi ma, in contrasto con la Federazione spagnola di atletica leggera, rinunciò a partecipare ai mondiali di corsa campestre ritirandosi nuovamente. Nel 1986 tornò alle competizioni vincendo il titolo spagnolo sui 5000 metri piani e quello di corsa campestre. Si ritirò definitivamente nel 1987.
Per via del suo status di semi-professionismo, dal 1977 al 2018 lavorò presso la Caja de ahorros (Cassa di Risparmio in italiano) a Sabadell.
Morì a Sabadell il 2 gennaio 2024 all'età di 68 anni per le complicazioni di un ictus.

## Palmarès
| Anno                           | Manifestazione | Sede       | Evento       | Risultato | Prestazione | Note  |
| ------------------------------ | -------------- | ---------- | ------------ | --------- | ----------- | ----- |
| In rappresentanza della Spagna |                |            |              |           |             |       |
| 1973                           | Mondiali cross | Waregem    | Corsa senior | 25ª       | NT          |       |
| 1973                           | Europei U20    | Duisburg   | 1500 m piani | 4ª        | 57"45       |       |
| 1974                           | Mondiali cross | Monza      | Corsa senior | 9ª        | 13'13"      |       |
| 1974                           | Europei        | Roma       | 1500 m piani | 7ª        | 4'11"61     |       |
| 1974                           | Europei        | Roma       | 3000 m piani | 15ª       | 9'35"4      |       |
| 1975                           | Mondiali cross | Rabat      | Corsa senior | Bronzo    | 13'48"      |       |
| 1976                           | Mondiali cross | Chepstow   | Corsa senior | Oro       | 16'19"4     | [ 7 ] |
| 1976                           | Olimpiade      | Montréal   | 800 m piani  | Batteria  | 2'06"14     | [ 8 ] |
| 1976                           | Olimpiade      | Montréal   | 1500 m piani | Batteria  | 4'17"65     | [ 8 ] |
| 1977                           | Mondiali cross | Düsseldorf | Corsa senior | Oro       | 17'26"      |       |
| 1978                           | Mondiali cross | Glasgow    | Corsa senior | 10ª       | 17'26"      |       |
| 1978                           | Europei        | Praga      | 3000 m piani | 23ª       | 3'27"95     |       |

## Campionati nazionali
- 8 volte campionessa nazionale spagnola della corsa campestre
- 7 volte campionessa nazionale spagnola dei 1500 metri piani
- 4 volte campionessa nazionale spagnola dei 3000 metri piani
- 3 volte campionessa nazionale spagnola degli 800 metri piani
- 2 volte campionessa nazionale spagnola indoor dei 1500 metri piani
- 1 volta campionessa nazionale spagnola dei 5000 metri piani